# 대한민국 상법 제391조
대한민국 상법 제391조는 이사회의 결의방법에 대한 상법 회사법의 조문이다.

## 조문
제391조 (이사회의 결의방법) (1) 이사회의 결의는 이사 과반수의 출석과 출석이사의 과반수로 하여야 한다. 그러나 정관으로 그 비율을 높게 정할 수 있다.

(2) 정관에서 달리 정하는 경우를 제외하고 이사회는 이사의 전부 또는 일부가 직접 회의에 출석하지 아니하고 모든 이사가 음성을 동시에 송수신하는 원격통신수단에 의하여 결의에 참가하는 것을 허용할 수 있다. 이 경우 당해 이사는 이사회에 직접 출석한 것으로 본다.

(3)제368조제4항 및 제371조제2항의 규정은 제1항의 경우에 이를 준용한다.

## 같이 보기
- 특별이해관계인